# 울펜슈타인: 영블러드
《울펜슈타인: 영블러드》(Wolfenstein: Youngblood)는 머신게임스와 아카네 스튜디오가 개발하고 베데스다 소프트웍스가 배급한 1인칭 슈팅 게임이다. 울펜슈타인 시리즈의 스핀오프로서 이 게임은 2019년 7월 마이크로소프트 윈도우, 닌텐도 스위치, 플레이스테이션 4, 엑스박스 원 용으로 출시되었고 2019년 11월 스테이디어용으로(스테이디어의 런치 타이틀로) 출시되었다.

## 게임플레이
플레이어는 일인칭 시점에서 제시 또는 조피아 블라즈코윅즈 중 한 명을 통제한다. 선택적 협업 다인용 모드가 포함되어 있다. 플레이어는 다른 플레이어 또는 인공지능 플레이어와 게임을 완수할 수 있다. 미션은 비선형 순서로 완수할 수 있으며 플레이어는 게임을 진전해 나가면서 새로운 장비나 능력을 언락할 수 있다.

## 평가
울펜슈타인: 영블러드는 리뷰 애그리게이터 메타크리틱에 따르면 엇갈린 평가를 받았다.